# Maksym Pavlenko
Maksym Mychajlovyč Pavlenko (in ucraino Макси́м Миха́йлович Павле́нко?; Kiev, 15 settembre 1975) è un allenatore di calcio a 5 ed ex giocatore di calcio a 5 ucraino.

## Carriera
Cresciuto nel settore giovanile della Dinamo Kiev, disputa due stagioni nelle squadre satellite del club prima di dedicarsi al calcio a 5. La sua prima squadra è l'Interkas, con cui debutta nella massima serie del campionato ucraino e vince i suoi primi trofei. Nel corso della lunga carriera, Pavlenko milita nelle più blasonate società ucraine, tra le quali lo Šachtar, l'Enerhija Leopoli e l'Uragan; ha inoltre giocato per un biennio nel campionato kazako, indossando la maglia dell'Aqtöbe. Con la nazionale maschile di calcio a 5 dell'Ucraina ha partecipato a tre edizioni del campionato europeo e a una Coppa del Mondo. Negli ultimi anni della carriera ha svolto il doppio ruolo di allenatore-giocatore, proseguendo con la prima attività anche dopo il ritiro.

## Palmarès

### Giocatore
- Campionato ucraino: 8
Interkas: 1998-1999, 1999-2000, 2002-2003
Šachtar: 2003-2004
Tajm Leopoli: 2008-2009, 2009-2010
Enerhija Leopoli: 2011-2012, 2015-2016
- Coppa d'Ucraina: 8
Interkas: 1999-2000, 2000-2001
Šachtar: 2003-2004
Tajm Leopoli: 2009-2010
Enerhija Leopoli: 2010-2011, 2011-2012, 2012-2013, 2013-2014

### Allenatore
- Campionato ucraino: 2
Enerhija Leopoli: 2015-2016
Uragan: 2020-2021
- Coppa d'Ucraina: 3
Uragan: 2018-2019, 2019-2020, 2023-2024